# Flaga Tiumeni
Flaga Tiumeni (ros: Флаг Тюмени) – jeden z symboli miejskich rosyjskiego miasta Tiumeń, w obecnej postaci przyjęty oficjalnie przez radę miejską 28 kwietnia 2005 roku.

## Historia i symbolika
Flaga Tiumeni to prostokątny materiał w proporcjach (szerokość do długości) – 2:3 podzielony na trzy poziome pasy. Górny koloru błękitnego zajmuje 3/5 całej flagi. Następny, środkowy pas (1/5 flagi) jest koloru białego, a dolny (znów 1/5 flagi) kolejny raz koloru błękitnego. Na górnym pasie, w lewym górnym rogu, umieszczona jest znana z herbu Tiumeni złota łódź. Pozbawiona jest ona żagli, a do złotego masztu przytwierdzonych jest dwanaście złotych lin, po sześć z każdej strony. Wizerunek łodzi zajmuje 1/4 wysokości flagi i 1/3 jej szerokości. Łódź jest nawiązaniem do syberyjskich rzek. Zwrócenie łodzi na wschód ma symbolizować, że tędy prowadziła droga z zachodniej części Rosji na wschód.
28 kwietnia 2005 flaga została zatwierdzona przez Tiumeńską Radę Miejską. Zgodnie z tą uchwałą (nr. 196) flaga musi powiewać nad budynkami administracji miejskiej oraz znajdować się w pomieszczeniach rady miasta, a także innych organów samorządowych. W przypadku używania wraz z flagą Federacji Rosyjskiej nie może być ona większa od flagi państwowej. 